# Medovo, Dobrici
Medovo (în bulgară Медово, în română Hasâm-Dede) este un sat în comuna Dobricika, regiunea Dobrici, Dobrogea de Sud, Bulgaria. 
Între anii 1913-1940 a făcut parte din plasa Ezibei a județului Caliacra, România.

## Demografie
Componența etnică a satului Medovo
     Bulgari (18,03%)
     Nicio identificare (81,96%)
     Altele (0%)
La recensământul din 2011, populația satului Medovo era de 61 locuitori. Nu există o etnie majoritară, locuitorii fiind  și bulgari (18,03%). Pentru 81,96% din locuitori nu este cunoscută apartenența etnică.